# Sorbus degenii
Sorbus degenii är en rosväxtart som beskrevs av Javorka. Sorbus degenii ingår i släktet oxlar, och familjen rosväxter. Inga underarter finns listade i Catalogue of Life.